# Piede d'albero
Nel gergo marinaresco il piede d'albero indica la parte dell'albero immediatamente superiore alla coperta, da cui fuoriesce attraverso la mastra. La base dell'albero invece è la sua estremità inferiore, fissata alla chiglia in un punto detto scassa. Il piede d'albero può essere anche poggiato sulla tuga, subito sopra la coperta, soprattutto nelle imbarcazioni dove l'albero non è passante e non poggia quindi sulla chiglia e corrisponde quindi con la base dell'albero. Dal piede d'albero s'inalberano drizze e cavi che possono andare in testa d'albero, quindi spesso al piede d'albero sono anche inserite delle pulegge che facilitano lo scorrimento delle drizze al suo interno. Il piede d'albero è poggiato spesso su di una lastra di acciaio o su dei binari in cui poterlo farlo scorrere per poterlo posizionare durante l'inalberazione, le fasi di montaggio dell'albero. Il posizionamento dell’albero nella mastra e conseguentemente nella scassa o direttamente sulla scassa e la sua inclinatura varieranno la posizione del centro di spinta rispetto al piano di deriva, influendo sull’equilibrio e la centratura dell'imbarcazione, per questo motivo è molto importante posizionare correttamente il piede d'albero. In base alla posizione del piede d'albero la barca potrebbe aumentare o diminuire la sua tendenza orziera o poggiera.
Nel windsurf il piede d'albero è un componente snodabile, realizzato principalmente con materiale plastico, utile a fissare l'albero alla tavola. Esso viene avvitato alla tavola attraverso un apposito sistema di incastro nella scassa della tavola.
Il piede d'albero è costituito da due parti in plastica rigida unite tra loro da un giunto flessibile in gomma che funge da snodo per la vela. In caso di rottura dello snodo di gomma sono presenti delle cimette di sicurezza che permettono al windsurfista di tornare a riva. Oltre a fungere come aggancio tra vela e tavola, tramite un apposito innesto che può essere di tipo pin (il più utilizzato) o quik release, permette l'esecuzione di tutte le manovre (virata, strambata, ecc.) permette lo scarico della forza propulsiva della vela sulla tavola. Anche nel windsurf la posizione del piede d'albero è importante e modifica il punto in cui il surfista si posiziona per impugnare il boma ed il centro velico del windsurf.
Alla base del piede d'albero, se il profilo è di alluminio o di acciaio, normalmente, sono presenti fori per drenare l'acqua che potrebbe insinuarsi al suo interno che evaporando potrebbe lasciare una soluzione salina che potrebbe danneggiare il piede. È consigliato controllare sempre la presenza di incrostazioni di sale alla base dell'albero.